# 照明技術賞

###### この「照明技術賞」は、日本映画テレビ照明協会の行っているもので、日本照明家協会の賞とは一切関連がないものです。
毎年、「照明まつり」にて表彰される。

## 照明技術賞
その年間発表された作品中より特に優秀な業績を示した照明技術に対し担当した技師およびスタッフを次の6部門で表彰する。
1．映画部門
2．テレビドラマ部門
3．配信部門
4．CM部門
5．MV部門
6．総合部門

## 協会賞
本会に特に功労・功績のあった個人・団体（支部を含む）を表彰する。

## 伊藤幸夫賞
映画・TV・CM等映像照明に従事する個人および団体で下記に該当するもの
1．照明技術に真摯に協力を続けている助手
2．かげの力となりながら映像照明の諸技術にアイデアのある開発改良を行った個人および団体　　　
3．機関誌「映像照明」に貢献した個人

## 近年の問題点
協会関係関係者ばかりの受賞で、世の中から冷めた目で見られている。
これからの若手の発掘という意味でのこの賞は終わっている。
それを改革しようとする動きに乏しく、年々受賞式の出席率も低下の一歩で、協会の学芸会の発表会となっている。
考え方が古すぎて時代にあっていない。
審査を審査関係者がSNS等で流したりと、機密保持の姿勢がないし、賞の有難みを下げる行為を協会関係者が行った。
映画の審査に普段映画を観ないという人間に担当させる行為は、製作者に対いての愚弄であり、大変失礼である。
それを正さないことは、この賞は、オワコンと言っても過言ではない。